# Svartån, Gästrikland
För andra betydelser, se Svartån.
Svartån är ett vattendrag i södra Hälsingland, Bollnäs kommun och norra Gästrikland, Ockelbo kommun. 
Den är cirka 12 km lång, och har ett cirka 60 km² stort flodområde. Den rinner upp sydväst om Gruvberget, och kallas Svartån från och med ett bäcksammanflöde strax väster om landsvägen mellan Gruvberget och Svartnäs. I källflödesområdet finns en del småsjöar, bland annat Välsjön, men efter landsvägspassagen rinner Svartån utan uppehåll genom ett skogs- och myrområde ner mot utloppet i Bresiljorna.